# Kiki la petite sorcière
Vous lisez un « article de qualité » labellisé en 2017.
Pour les articles homonymes, voir Kiki la petite sorcière (homonymie).
Kiki la petite sorcière (魔女の宅急便, Majo no takkyūbin, littéralement Le service de livraison rapide de la sorcière) est un film d’animation japonais, le cinquième du réalisateur Hayao Miyazaki, produit par le studio Ghibli en 1989. Il s’agit de l’adaptation d’un livre pour enfants d’Eiko Kadono, du même nom, paru en 1985.
Kiki, le personnage principal, est une jeune sorcière qui quitte le foyer familial à treize ans pour s’établir seule dans une nouvelle ville d’apparence européenne. Elle y crée un service de livraison rapide par les airs, car son seul réel pouvoir magique est sa faculté de voler, et fait de nombreuses rencontres qui l’aident dans son intégration et son apprentissage de l’indépendance. Bien que Kiki soit une sorcière, le film est centré sur les vicissitudes du quotidien d’une jeune adolescente qui doit appréhender ses propres capacités pour trouver sa place dans une nouvelle communauté, des thèmes chers au réalisateur.
Le film connaît un important succès avec plus de deux millions de spectateurs lors de sa sortie au Japon. Combinée aux ventes de produits dérivés du film Mon voisin Totoro sorti un an plus tôt, cette réussite contribue à la pérennisation du jeune studio Ghibli.

## Synopsis

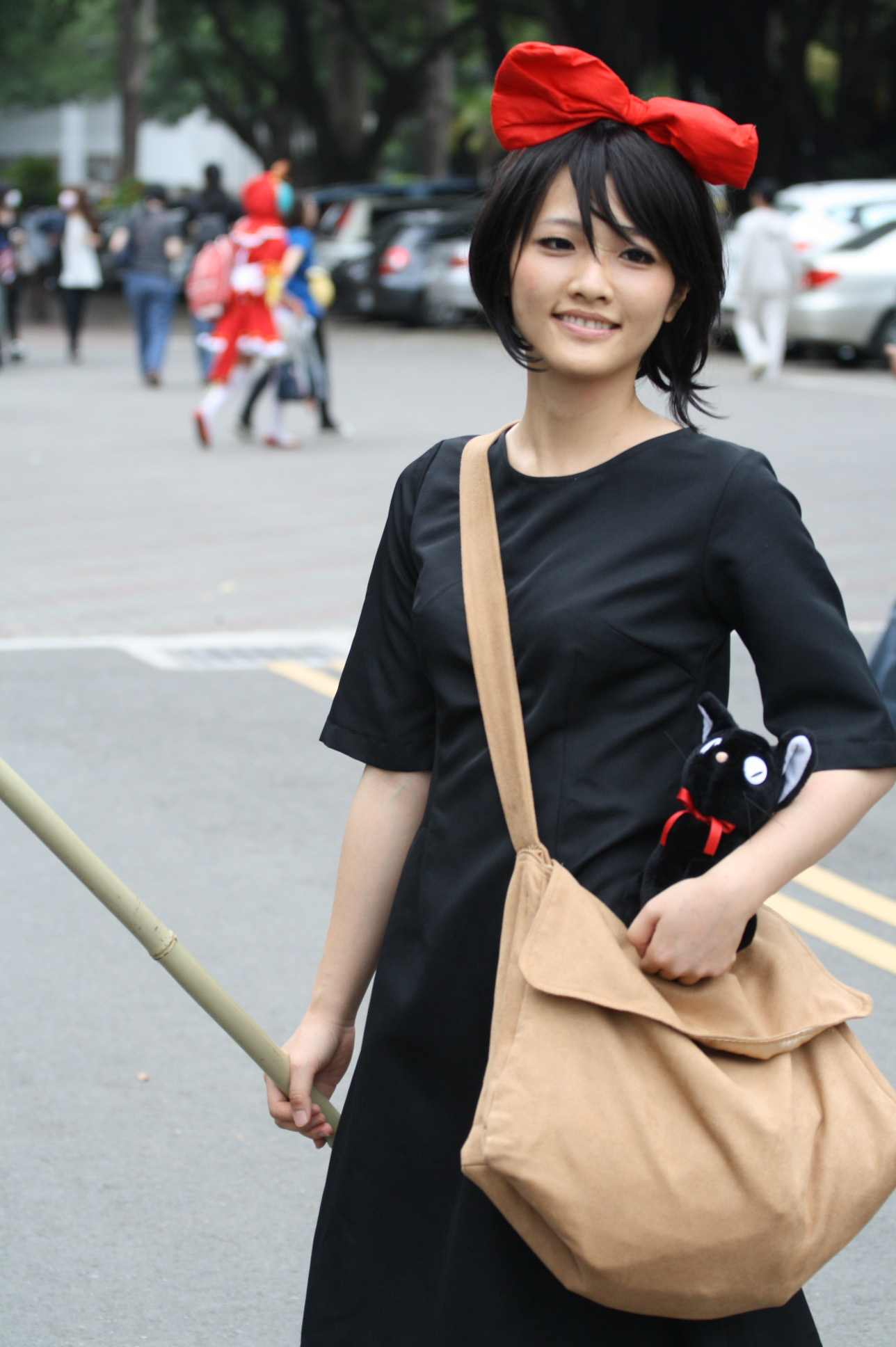
Cosplay de Kiki, qui apparaît tout au long du film dans sa robe noire de sorcière, avec son nœud rouge et, très souvent, son balai magique.

Kiki est une jeune sorcière qui vient de fêter ses treize ans. C’est une date importante dans sa famille : traditionnellement à cet âge, les sorcières doivent quitter leurs parents et s’établir pour une année dans une nouvelle ville afin de parfaire leur apprentissage. Kiki, que cette idée met en joie, écoute le bulletin météo à la radio qui annonce beau temps. C’est décidé, elle partira le soir même ! Bien que sa mère soit un peu inquiète, elle n’essaye pas de différer le départ. Elle confie à sa fille la robe noire traditionnelle des sorcières, que Kiki trouve trop terne à son goût, tandis que son père appelle les voisins pour la cérémonie d’adieu. À la nuit tombante, la jeune sorcière est ainsi parée, avec sa petite radio, son paquetage, et son sarcastique chat noir Jiji qui a la faculté de parler avec Kiki. Elle enfourche le vieux balai magique de sa famille et s’envole vers sa nouvelle vie.
Elle croise bientôt une jeune sorcière plus âgée, un peu hautaine, qui lui révèle s’être spécialisée dans l'astrologie. Kiki s’interroge sur sa spécialité quand elle est surprise par un violent orage qui la force à s’abriter dans un wagon à bestiaux. Au petit matin, elle a l’heureuse surprise de voir l’océan, près duquel elle rêvait de s’établir. Elle vole alors jusqu'à une ville brillante : les premiers habitants qu’elle aperçoit sont manifestement étonnés de voir une sorcière volant sur un balai. Elle fait la rencontre d’un jeune garçon enjoué nommé Tombo, qui semble amical et très intéressé par son pouvoir de voler. Kiki cependant lui répond froidement, puis le sème en volant. Se pose vite la question de savoir où loger : à treize ans et sans grand argent, elle ne peut louer une chambre d’hôtel. Accoudée seule à un muret, son chat Jiji songe à chercher une ville plus accueillante. Tous deux sont interrompus par une femme enceinte sortant en toute hâte de sa boulangerie car une cliente avait oublié la tétine de son bébé. Kiki se propose de ramener l’objet, ce qu’elle fait facilement par les airs, sous le regard émerveillé de la boulangère, qui se nomme Osono. De retour à la boulangerie, madame Osono, comprenant que la jeune fille n’avait pas d’endroit où dormir, lui offre le gîte pour la nuit, dans une chambre à l’étage d’une remise.
Au petit matin, Kiki fait part à Osono de son idée pour gagner sa vie : créer un service de livraison rapide, puisque finalement, son meilleur talent est celui de voler. La boulangère, ravie, lui propose de loger gratuitement dans la chambre en échange de son aide à la boulangerie, le temps qu’elle se constitue une clientèle. Kiki s’occupe alors de nettoyer et d'arranger la chambre, puis de faire les courses. En chemin, elle croise Tombo qui essaye de nouveau d’engager la conversation, sans succès. Arrivée à la boulangerie, Kiki apprend qu’elle a sa première cliente, une habituée qui souhaite livrer un cadeau d’anniversaire. Durant la livraison, Kiki perd par accident le cadeau, une peluche, au-dessus d’une forêt et décide de la remplacer par Jiji car très ressemblant en attendant de la retrouver. Elle fait la connaissance d’Ursula, une jeune artiste-peintre, qui vit seule dans une cabane forestière. Elle lui propose de rendre la peluche qu’elle a trouvée, en échange la sorcière doit nettoyer la cabane. Kiki lui promet de revenir la voir et de poser comme modèle pour sa peinture.
Un matin d’été, Kiki s’ennuie à la boulangerie et s’inquiète des maigres recettes de son service de livraison. Tombo surgit alors et, malgré la froideur de Kiki, l’invite à une fête, lui annonçant qu’il l’attendra à six heures du soir. Kiki, hésitante et inquiète de sa robe noire trop terne, en parle à Osono qui l’encourage fortement à aller à la fête et se faire des amis. La jeune sorcière n’a pas le temps de s’attarder car elle a deux clients à servir. Le second, qui est une vieille dame (nommée simplement « Madame » dans le film), lui a donné rendez-vous dans une vaste demeure. Elle souhaite livrer sa tarte fétiche à sa petite fille, mais son four électrique ne fonctionne plus et elle n'a pas pu la cuire. Embarrassée pour elle, Kiki propose à Madame de cuire la tarte dans un vieux four à pain, car elle sait comment le faire fonctionner. La jeune fille parvient à livrer la tarte à temps, toutefois, la petite fille de la vieille dame ne montre pas grand intérêt pour le cadeau. Trempée à cause de la pluie, fatiguée et en retard, Kiki se résout à ne pas accompagner Tombo et se couche déprimée. Tombo, qui a attendu un long moment dans la nuit, repart seul.
Plus tard un matin, Osono lui demande de faire une livraison chez la famille Kopori. Sur place, Kiki constate avec surprise qu’il s’agit du nom de famille de Tombo. Ce dernier l’invite à aller voir un imposant dirigeable stationnant sur la plage. Kiki accepte et grimpe derrière Tombo sur son vélo bizarrement équipé d’une hélice. Après un premier accident qui provoque l’hilarité des deux adolescents, ils parviennent sur la plage où ils peuvent enfin discuter. Puis des amis de Tombo surviennent et leur enjoignent de visiter le dirigeable, mais Kiki, soudain distante, refuse la proposition et s’en retourne seule sans un mot. Elle se désole auprès de Jiji d’avoir été si malpolie, mais réalise soudain qu’elle ne peut plus parler à son chat ! Paniquée, elle sort dans la nuit pour se rendre compte qu’elle a perdu son pouvoir de voler. Elle brise même en deux son vieux balai familial par accident.
Le lendemain, préoccupée par la perte de son pouvoir, elle reçoit la visite d’Ursula : cette dernière, qui remarque rapidement le trouble de Kiki, l’invite à venir séjourner dans sa cabane forestière. Kiki y découvre une magnifique peinture ; Ursula lui explique que pour achever la peinture elle a besoin que Kiki pose comme modèle, car elle a été sa source d’inspiration. Durant la nuit, Ursula raconte son choix de devenir peintre, ses hésitations et errances de jeune fille. Ce séjour réconforte beaucoup Kiki.
De retour en ville, la jeune sorcière se rend chez Madame qui souhaite lui confier une livraison. Là, sur les images d’un vieux poste de télévision, une émission montre le départ en direct du grand dirigeable. Mais une forte bourrasque crée la panique, libérant le dirigeable qui s’élève et emporte Tombo accroché à une corde. Kiki se précipite alors sur place pour aider son ami. Elle emprunte le vieux balai d’un nettoyeur et, se concentrant, retrouve peu à peu son pouvoir de voler. Bien qu’encore maladroite en vol, elle parvient à sauver Tombo, sous les acclamations de la foule. La dernière scène montre les parents de Kiki lisant une lettre de leur fille où elle explique aimer sa nouvelle vie et avoir confiance en l’avenir. Le générique de fin montre Tombo et Kiki enfin complices, elle volant sur son balai et lui sur une machine volante de sa confection, sous le regard enthousiaste de leurs amis, tandis que Jiji, qui a définitivement perdu la faculté de parler, convole avec une chatte et leurs chatons.

## Personnages

### Kiki: le personnage principal
Kiki (キキ) est une jeune sorcière qui vient tout juste d'avoir ses treize ans au début du film. Traditionnellement à cet âge, les sorcières doivent quitter leurs parents et s’établir pour une année dans une nouvelle ville afin de parfaire leur apprentissage. Toutefois, Kiki ne maîtrise aucun pouvoir magique, si ce n'est sa capacité à voler sur un balai magique. Elle décide donc de mettre en place un service de livraison aérien, avec l'aide de la boulangère Osono, afin de subvenir à ses besoins.
Kiki est présentée de façon vertueuse par le réalisateur : elle est polie, attentionnée, et sa gentillesse lui permet de se faire de nombreux amis. Au fur et à mesure du récit, Kiki, confrontée aux problématiques de l'intégration, gagne en indépendance, en confiance en elle, et en émancipation,.

### Principaux protagonistes
Jiji (ジジ)C'est le chat noir de Kiki. Kiki ayant la faculté de communiquer avec lui, il se montre volontiers sarcastique. Toutefois, Kiki perdra cette faculté au cours du film, et Jiji adopte progressivement un comportement plus naturel, fondant une famille avec une chatte.
Tombo (トンボ)C'est un jeune garçon amateur de machines volantes et de mécanique. Tombé sous le charme de Kiki et de sa capacité à voler, il se montrera constamment amical envers la petite sorcière, malgré la froideur de Kiki à son égard, et gagne peu à peu sa confiance,. La fin du film montre Kiki et Tombo volant, elle sur son balai, lui avec son prototype de vélo à hélice, témoignant que les deux jeunes gens sont devenus très amis ; pour Patrick Drazen, cette scène de vol à deux peut même symboliser l'amour naissant entre eux.
Osono (おソノ)C'est une boulangère. Elle est enceinte. Bienveillante et maternelle, elle héberge Kiki dans une chambre de sa boulangerie et l'aide tout au long du film. Avec son mari, elle forme une véritable famille de substitution pour Kiki, adoucissant son exil.
Fukuo (フクオ)C'est le mari d'Osono. Ce boulanger bourru mais au grand cœur reste la plupart du temps silencieux.
Ursula (ウルスラ)C'est une jeune femme, artiste peintre, qui vit seule dans une cabane forestière, où elle peut se consacrer à son art. Amicale et amusante, elle sympathise directement avec Kiki lors de leur rencontre par hasard. Ursula joue un grand rôle dans la résolution de la seule crise du film pour Kiki — la perte de sa capacité de voler — en l'aidant à reprendre confiance en elle. Le personnage d'Ursula fonctionne comme un modèle d'indépendance et d'épanouissement pour Kiki,.
MadameLe nom de cette vieille dame n'est jamais dévoilé dans le film. Propriétaire distinguée d'un manoir imposant, elle a un grand cœur et fait preuve de beaucoup de gentillesse et de chaleur à l'égard de Kiki.
Kokiri (コキリ) et Okino (オキノ)C'est la mère de Kiki, elle-même sorcière, et le père qui est un humain ordinaire. Ils n'apparaissent qu'au début du film, puis tout à la fin lorsqu'ils reçoivent une lettre de Kiki. Attentionnés et un brin anxieux de voir Kiki quitter la maison familiale à seulement treize ans, ils sont présentés sous un jour particulièrement positif, voire idéalisé.

### Autres personnages
- Peu après avoir quitté sa maison, Kiki rencontre une sorcière plus âgée d'un an, spécialisée dans l'astrologie. Hautaine, elle fait prendre conscience à Kiki qu'elle n'a aucun don particulier en magie[12].
- Dora (ドーラ, Dōra?) est une amie des parents de Kiki, qui apparaît au début du film[12].
- Un policier gronde sévèrement Kiki à son arrivée à Korico, car elle a provoqué un accident de voiture[12].
- Le concierge de la tour de l'horloge parle brièvement à Kiki lors de son arrivée en ville. Il lui indique qu'il n'y a pas de sorcière établie à Korico. Il tente d'aider Tombo lors de l'accident du dirigeable[12].
- Un balayeur prête son balai à Kiki dans la dernière scène du dirigeable, balai avec lequel Kiki parvient à sauver Tombo[12].
- Bertha (バーサ, Bāsa?) est la domestique de Madame[12].
- La petite fille de Madame n'apparait que très fugacement. Mal élevée et gâtée, elle n'apprécie pas la tarte que sa grand-mère lui envoie pour son anniversaire[12].
- Maki (マキ?) est une cliente régulière d'Osono, qui recourt aux services de livraison de Kiki pour envoyer un cadeau à son neveu, Ket[12].
- Plusieurs amis de Tombo, qui semblent un peu plus âgés que lui, apparaissent dans le film. Kiki fuit leur présence par manque de confiance en elle[12].
- Lily (リリー?) est la chatte blanche avec laquelle Jiji s'accouple[12].

## Fiche technique

Logo japonais du film.

Sauf mention contraire, les informations ci-dessous proviennent de l’Internet Movie Database ou d’Anime News Network.
- Titre original : 魔女の宅急便 (Majo no takkyūbin)
- Titre français : Kiki la petite sorcière
- Réalisation : Hayao Miyazaki
- Scénario et adaptation : Hayao Miyazaki d'après le livre pour enfants d'Eiko Kadono
- Musique : Joe Hisaishi
- Direction artistique : Hiroshi Ohno
- Animation : Shinji Otsuka, Katsuya Kondō, Yoshifumi Kondō
- Production : Hayao Miyazaki, Tōru Hara
- Production associée : Toshio Suzuki
- Studio de réalisation : studio Ghibli
- Société de distribution : Toei Company
- Budget : 800 000 000 yens[15]
- Pays d’origine :  Japon
- Langue originale : japonais
- Durée : 102 minutes
- Dates de sortie :
  - Japon : 29 juillet 1989
  - France : 31 mars 2004
  - Belgique : 10 avril 2004
  - Suisse : 10 avril 2004

## Distribution

### Voix originales
- Minami Takayama : Kiki
- Rei Sakuma : Jiji
- Keiko Toda : Osono
- Minami Takayama : Ursula
- Kappei Yamaguchi : Tombo
- Kōichi Yamadera : Fukuo
- Mieko Nobusawa : Kokiri (mère de Kiki)
- Kōichi Miura : Okino (père de Kiki)
- Haruko Katō : Madame
- Hiroko Seki : Bassa
- Yūko Kobayashi : Sorcière voyante
- Yuriko Fuchizaki : Ketto
- Kikuko Inoue : Maki (tante de Ketto)
- Mika Doi : Mère de Ketto

Sources : Internet Movie Database et Buta Connection.

### Voix françaises
- Adeline Chetail : Kiki
- Christophe Lemoine : Jiji
- Dolly Vanden : Osono
- Laura Blanc : Ursula
- Olivier Martret : Tombo
- Françoise Cadol : Kokiri (mère de Kiki)
- Patrice Baudrier : Okino (père de Kiki)
- Nicole Favart : Dora
- Anne-Marie Haudebourg : Madame
- Katy Vail : Bassa
- Magali Magne : Ketto
- Carole Santini : Mère de Ketto
- Caroline Pascal : la sorcière aux horoscopes
- Karine Karsenti : la belle femme
- Kelly Marot : la nièce
- Marc Moro : l'horloge
- Yves-Henri Salerne / Mauricette Gourdon / Jean-Pierre Rigaux / Fabien Jacquelin : voix additionnelles

Sources : Anime News Network et Planète Jeunesse.

## Production

### Genèse et scénario

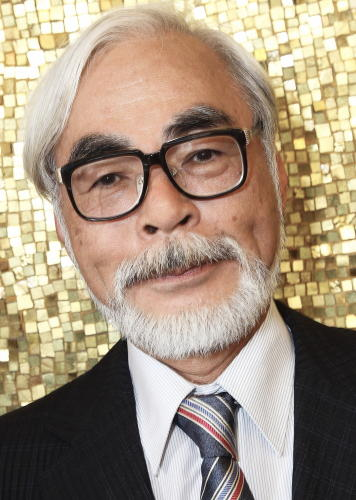
Hayao Miyazaki, le réalisateur.

Kiki la petite sorcière est adapté du livre éponyme pour enfant écrit par Eiko Kadono. Le projet d’adaptation de cette histoire est venu à Hayao Miyazaki en remarquant la similitude entre le personnage de Kiki et les jeunes animatrices du studio Ghibli. Au commencement du projet, Miyazaki est entièrement pris par la réalisation de Mon voisin Totoro et Isao Takahata, cofondateur du studio, par celle du Tombeau des lucioles. Le projet a donc été assigné à deux jeunes débutants, Sunao Katabuchi, qui avait travaillé avec Miyazaki sur Sherlock Holmes, à la réalisation et Nobuyuki Isshiki au scénario. Cependant, Miyazaki, qui jouait initialement le rôle de producteur uniquement, n’est pas satisfait par le premier scénario produit par Isshiki, si bien qu’il s’implique de plus en plus dans la scénarisation, jusqu’à devenir le principal réalisateur et scénariste, tandis que Sunao Katabuchi devient son assistant,. La situation financière encore fragile du jeune studio explique également l’implication grandissante de Miyazaki,.
Miyazaki commence par amender le scénario et, libéré par l'achèvement de Mon voisin Totoro, emmène son équipe en Suède pour s’inspirer de ses paysages, le film devant se dérouler dans un cadre européen. Au retour, le travail débute sur le scénario — modifié en profondeur par le réalisateur —, les croquis préparatoires et la conception des personnages. Pour ces derniers, Miyazaki se base souvent sur son entourage, telle Kiki qui est inspirée de la fille du producteur associé Toshio Suzuki, ainsi que des jeunes femmes travaillant au studio Ghibli. Le scénario finalisé le 8 juillet 1988, Miyazaki s’attaque au storyboard, puis à la réalisation. Initialement, il était prévu pour le film une sortie limitée et une durée modeste (80 minutes maximum) ; cependant, le projet prend finalement la forme d’un long métrage majeur du studio, d’une durée de 102 minutes.

### Animation
Le film est réalisé entièrement en animation traditionnelle sur celluloïds, sans recours à l’infographie alors en vogue,. L’animation repose sur les mouvements de caméra mis en place par les animateurs. Parmi les effets les plus employés figurent le zoom, qui permet de mettre en lumière un aspect important d’une scène, le panoramique, fortement utilisé pour les scènes de vol car il permet de suivre un objet en mouvement et ainsi montrer une plus grande quantité d’informations en un seul plan, le fondu utile pour montrer les variations de météo ou de lumière, le match moving idéal pour dévoiler progressivement un lieu grâce à la caméra mobile, et enfin la superposition de deux scènes en une (par exemple via un reflet sur une vitre). De plus, le vol, central dans l’œuvre de Miyazaki et dans le film, permet de capter des points de vue et des perspectives originales.
L’animation des personnages vise à souligner leur état d’esprit. Par exemple, Kiki marche de façon joyeuse au début du film, puis plus timidement quand elle arrive dans sa nouvelle ville. Sa manière de voler évolue sur le même principe selon qu’elle maîtrise naturellement son balai au début, puis perd la faculté de voler et enfin réapprend maladroitement à la fin. Pour animer ces différents styles de vol, l’animation joue sur la flexibilité des membres de Kiki sur son balai pour montrer tension, élégance ou maladresse.

### Décors et colorisation

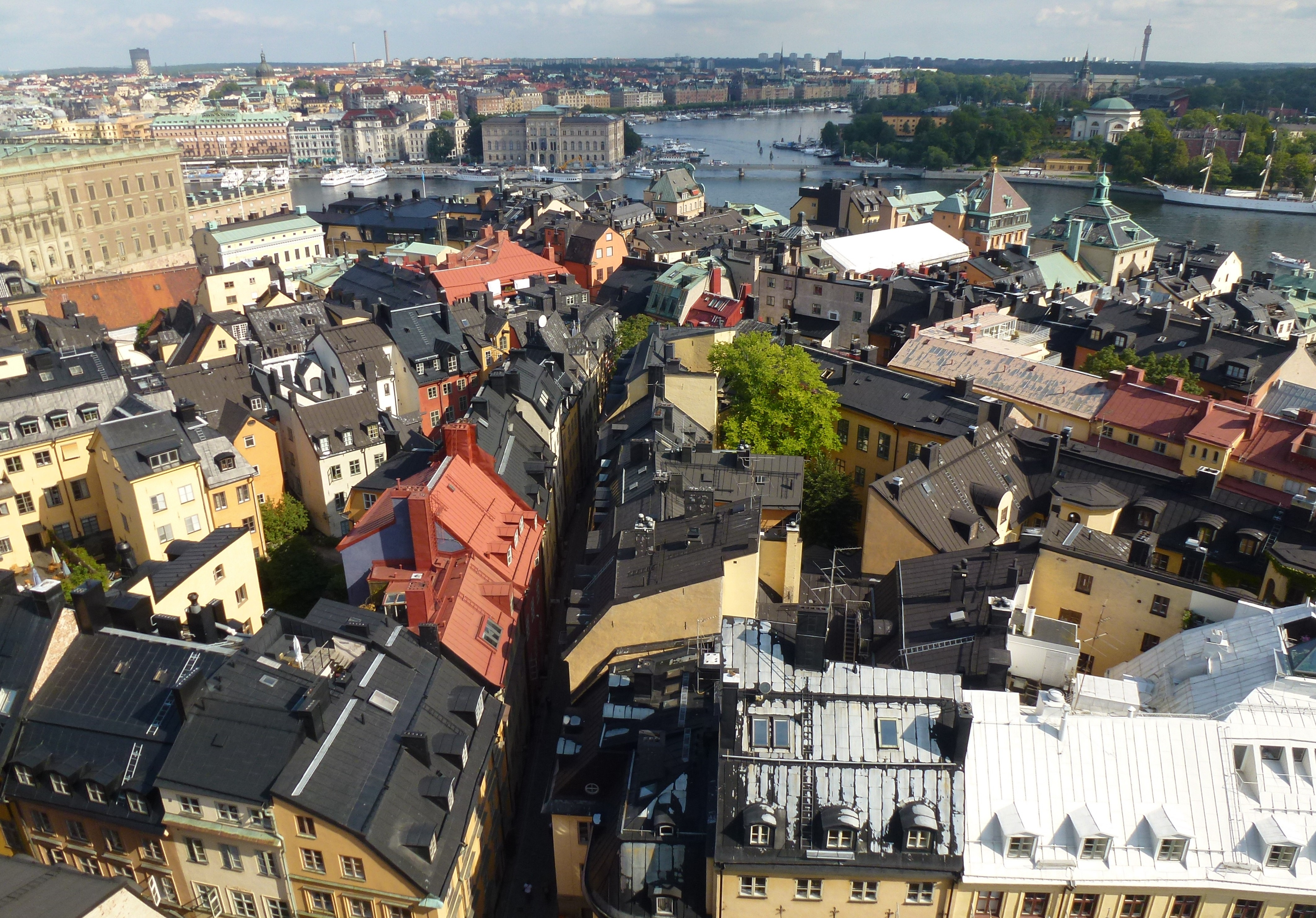
Stockholm a été une des principales sources d’inspiration pour la conception de la ville de Koriko dans le film.

Le récit se déroule dans un monde inspiré d’une Europe romantique et idéalisée. La ville de Koriko, où s’établit Kiki, est ainsi un mélange de villes méditerranéennes (Lisbonne, Naples), de villes du nord de l’Europe (Visby, Stockholm, Paris et Amsterdam), et enfin de San Francisco,,. La Suède semble la principale source d’inspiration, Miyazaki y ayant séjourné en 1971 et s’y étant de nouveau rendu avec son équipe lors de la préparation du scénario,. Outre la diversité des lieux d’inspiration, la ville présente une architecture mélangeant les époques, avec des bâtiments allant du XVIIIe siècle aux années 1960. Cet aspect est renforcé par les objets, le dirigeable rappelant plutôt les années 1930, les voitures les années 1940 et le vieux téléviseur en noir et blanc, les années 1950. Ce mélange des lieux et des époques contribue à créer une Europe idéalisée qui échappe aux exigences de réalisme. Il en résulte des décors urbains volontairement détaillés et pittoresques qui reposent sur des couleurs vives et de nombreux reflets éblouissants. Le récit emprunte à l’imaginaire européen, notamment la représentation de la sorcière avec sa robe sombre, son chat noir et son balai magique.
La palette de couleurs au sein de Ghibli évolue d’un film à l’autre depuis les premières réalisations du studio jusqu’à Kiki la petite sorcière. Dans ce dernier film, les tons dominants sont estivaux — le vert et le bleu —, tandis que les couleurs sombres n’interviennent que pour souligner un sentiment négatif ou la nuit. La couleur suit aussi la préférence grandissante pour les tons plus réalistes et discrets au sein du studio, les couleurs primaires vives étant réservées aux détails.

### Musique

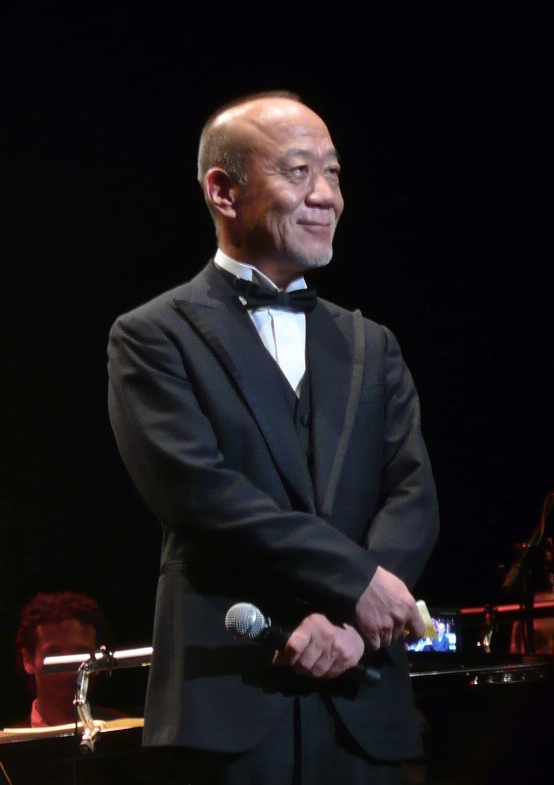
Joe Hisaishi, compositeur de la musique du film.

La bande originale du film est réalisée par Joe Hisaishi, tandis que Yumi Arai compose et interprète les génériques de début (Rouge no Dengon (ルージュの伝言, Rūju no dengon)) et de fin (Yasashisa ni tsutsumareta nara (やさしさに包まれたなら, Yasashisa ni tsutsumaretanara)) dans le style musical des années 1960-1970.
La bande-son apparaît volontairement très européenne, s’inspirant de la musique occidentale pour la mesure et l’instrumentalisation (par exemple l’accordéon). Les compositions de Hisaishi sont empreintes d’innocence dans le film, ainsi que de sacré lors de la scène touchante où Kiki découvre la peinture qu’Ursula a faite d’elle,.
Le film ménage également de nombreux silences qui permettent au spectateur d'interpréter librement l’ambiance des scènes. Ces silences ont été largement effacés dans la version anglaise de 1997, sur laquelle Paul Chihara a été chargé d’adapter la musique, pour mieux toucher le public américain.
| 1.  | Hareta hi ni... (晴れた日に…)                           | Joe Hisaishi | 2:16 |
| 2.  | Tabidachi (旅立ち)                                      | Joe Hisaishi | 2:53 |
| 3.  | Umi no mieru machi (海の見える街)                       | Joe Hisaishi | 3:00 |
| 4.  | Sora tobu takkyūbin (空とぶ宅急便)                      | Joe Hisaishi | 2:09 |
| 5.  | Pan-ya no tetsudai (パン屋の手伝い)                     | Joe Hisaishi | 1:04 |
| 6.  | Shigoto hajime (仕事はじめ)                             | Joe Hisaishi | 2:15 |
| 7.  | Migawari Jiji (身代りジジ)                              | Joe Hisaishi | 2:46 |
| 8.  | Jefu (ジェフ)                                           | Joe Hisaishi | 2:30 |
| 9.  | Ōisogashi no kiki (大忙しのキキ)                        | Joe Hisaishi | 1:17 |
| 10. | Pāti ni maniawanai (パーティに間に合わない)             | Joe Hisaishi | 1:07 |
| 11. | Osono-san no tanomi-ji… (オソノさんのたのみ事…)         | Joe Hisaishi | 3:01 |
| 12. | Puropera jitensha (プロペラ自転車)                      | Joe Hisaishi | 1:42 |
| 13. | Tobenai! (とべない!)                                    | Joe Hisaishi | 0:46 |
| 14. | Shōshin no kiki (傷心のキキ)                            | Joe Hisaishi | 1:11 |
| 15. | Urusura no koya e (ウルスラの小屋へ)                    | Joe Hisaishi | 2:05 |
| 16. | Shinpinaru e (神秘なる絵)                               | Joe Hisaishi | 2:20 |
| 17. | Bou-Hikō no jiyū no bōkengō (暴飛行の自由の冒険号)      | Joe Hisaishi | 1:06 |
| 18. | Ojīsan no dekkiburashi (おじいさんのデッキブラシ)       | Joe Hisaishi | 1:59 |
| 19. | Dekki burashi de randebū (デッキブラシでランデブー)     | Joe Hisaishi | 1:02 |
| 20. | Rūju no dengon (ルージュの伝言)                         | Yumi Arai    | 1:45 |
| 21. | Yasashisa ni tsutsumareta nara (やさしさに包まれたなら) | Yumi Arai    | 3:09 |

## Sortie

### Promotion et sortie
La production et la promotion sont assurées par Tokuma Shoten, qui possède alors Ghibli, ainsi que Nippon TV et Yamato Transport. Ce dernier participe à la création du film car, détenteur d’une marque nommée « Takkyūbin » (mot utilisé dans le titre), il est approché par le studio Ghibli pour prévenir tout ennui lié à l’usage du terme. Séduite par le projet, la société décide de s’impliquer dans la production du film, d’autant plus que son logo est un petit chat noir, ce qui n’est pas sans rappeler Jiji,.
Kiki la petite sorcière bénéficie d’une campagne publicitaire plus large que les précédentes réalisations du studio, grâce au récent partenariat de Ghibli avec Nippon TV, qui peut assurer la promotion du film auprès d’une large audience, ainsi qu’au soutien d’une grande entreprise comme Yamato Transport. Cette approche marketing sera reprise et amplifiée par la suite par Ghibli. L’affiche officielle, qui montre Kiki accoudée derrière le comptoir de la boulangerie, est choisie par le producteur associé Toshio Suzuki. Ce dernier souhaitait que l’affiche reflète le vrai sens du scénario, qui est centré sur le quotidien banal de Kiki plutôt que sur la magie. Suzuki s’assure également que Nippon TV, en plus des publicités, rediffuse les précédents films de Ghibli peu avant la sortie de Kiki la petite sorcière.
Le film sort le 29 juillet 1989 au Japon. Il s’agit du premier ample succès au box-office du studio Ghibli, réunissant 2 640 619 entrées pour un revenu de 2 170 000 000 de yens, avec un budget estimé à 800 000 000 de yens. Il s’agit du plus gros succès au box-office nippon pour l’année 1989. Le film sort ensuite en VHS en 1995 (150 000 unités vendues), en DVD en 2001 (plus de 500 000 unités vendues en juin 2014), et en Blu-ray en 2012 (environ 11 000 unités vendues en 2012). De plus, il est diffusé à treize reprises à la télévision japonaise entre 1990 et 2016, pour des parts d’audience allant de 13,5 % à 24,4 % (lors de la première diffusion le 5 octobre 1990).
Dans la francophonie, Kiki la petite sorcière a connu plusieurs sorties tardives au cinéma. En France, il est présenté au Festival du film asiatique de Deauville le 12 mars 2004 et sort dans les salles le 31 mars de la même année, réunissant 653 067 spectateurs. Il sort aussi au cinéma en Belgique et en Suisse le 10 avril 2004 (pour les parties francophones). Au Québec, le film est présenté à l’occasion du Festival international du film pour enfants de Montréal en 2015. Dans le monde anglophone, il est diffusé uniquement en VHS en 1998 par Buena Vista Entertainment (filiale de Disney), qui vend plus de 900 000 unités en un mois.
Box-office (admissions)
- Japon : 2 640 619[38]
- France : 653 067[45]
- Italie : 103 838[45]
- Finlande : 30 129[45]
- Corée du Sud : 27 236[48]
- Danemark : 15 337[45]
- Norvège : 14 460[45]
- Suède : 7 789[45]
- Suisse : 1 368[45]
- Espagne : 412[45]

### Accueil critique
Au Japon, le Japan Times fait une critique positive du film, saluant notamment le « réalisme psychologique » dans l’évocation des sentiments de Kiki. Le réalisateur Akira Kurosawa écrit avoir « pleuré » devant le film, alors que Mamoru Oshii estime dans Kinema Junpō que le film tombe à plat en voulant trop satisfaire les attentes du public. Sur le site spécialisé eiga.com, le film récolte une note de 3,9 sur 5 parmi les spectateurs. Parmi la presse spécialisée, le magazine Animage consacre deux longs articles enthousiastes au film dans les numéros de juillet et septembre 1989 (Kiki faisant la couverture de ce dernier), et décerne de plus son prix du meilleur film de l’année à Kiki la petite sorcière.
Dans le monde, la critique est essentiellement positive. Parmi la presse francophone, Allociné recense 15 critiques positives sur 16 (pour une note moyenne de 4,5/5). Parmi les critiques positives, Fluctuat.net écrit qu’à travers le film, on « apprend à vivre, à croire, à aimer » et loue « les images de Miyazaki [qui sont] incroyablement vivantes ». Pour Libération, « [l’]épatante équipée de Kiki, éprise d’indépendance et de libre arbitre, les tourments et engouements d’une préadolescente dans un environnement très réaliste, nimbé de nostalgie, en fait assurément l’une des plus craquantes héroïnes de Hayao Miyazaki », et ajoute que « parents et enfants participeront avec une même et constante jubilation aux pérégrinations urbaines, pastorales et azuréennes de l’entreprenante Kiki ». Télérama loue en particulier les passages aériens, « prétexte[s] à quelques-unes des scènes les plus éblouissantes du film », ainsi que la « grande douceur » qui s’en dégage. Pour Chronic'art, ce « conte intimiste à la limite de l’introspection [...] fait étinceler des facettes présentes mais souvent en veille dans l'œuvre du maître [Hayao Miyazaki] : le doute, la douleur, les rêveries contrariées ». 
En Suisse, Le Temps compare Kiki à Harry Potter, mais estimant que Kiki est « infiniment plus nuancée », car pour elle, « la gentillesse, la modestie, le savoir-vivre s'avèrent les clés de la maturité ». L'Express de Neuchâtel estime que le film est un « joyau », plus accessible que Le Château dans le ciel (troisième long métrage de Miyazaki), car moins tourmenté. Parmi les critiques plus négatives, L'Express regrette « l’imaginaire un peu court » du film, jugé une « énième exploitation de la signature Miyazaki ».
Dans le monde anglophone, Rotten Tomatoes recense 96 % de critiques positives (sur 26, pour une note moyenne de 7,7/10). Dans le Los Angeles Times, le Seattle Times et le Chicago Tribune, la qualité des dessins, du scénario ainsi que du doublage anglais, qui a été assuré par des acteurs célèbres comme Kirsten Dunst, Phil Hartman et Debbie Reynolds, est louée. Le Seattle Times regrette cependant l’« animation limitée des visages », et le Boston Herald la longueur du film. Le magazine cinématographique Empire fait lui aussi une critique favorable du film. Sensacine en espagnol écrit qu’il s’agit d’« un des plus beaux films » de Miyazaki, qui s’adresse tant aux enfants qu’aux adultes. Film-rezensionen.de juge que Kiki est un « charmant film d’animation pour petits et grands enfants, avec des dessins fouillés, des personnages attachants et une histoire intemporelle sur le passage à l’âge adulte ».

### Produits dérivés
La bande originale du film sort pour la première fois sur CD le 25 août 1989 au Japon et se vend à 240 000 exemplaires la première année. Elle est par la suite rééditée à plusieurs reprises dans ce pays, et les deux génériques sont présents sur la compilation des musiques du studio Ghibli sorties en 2008 et rééditée en 2015. La bande originale est distribuée par Wasabi Records en Europe en 2012.
Plusieurs publications sont issues directement du film. Dès 1989, Tokuma Shoten publie : un manga en quatre volumes basé sur les dessins du film ; un artbook qui comprend de nombreuses esquisses préparatoires, des cellulos ainsi que des storyboards ; un livre recensant des dessins du film, de nombreuses interviews ainsi que des notes de production ; l’intégralité des storyboard et enfin un recueil de poèmes de Miyazaki en 32 pages inspirés de Kiki. Plusieurs albums composés de scènes du film sont édités par Tokuma Shoten, Shougakukan et Keibunsha. En 2013, Bungeishunjū publie en collaboration avec Ghibli une série de livres consacrée aux films de Ghibli, dont le cinquième volume est entièrement consacré à Kiki la petite sorcière ; ce volume comprend notamment des notes de production et plusieurs interviews de membres du studio, dont Hayao Miyazaki et Toshio Suzuki.
Une multitude de produits dérivés ont également été commercialisés, incluant jouets, accessoires ou encore objets décoratifs,.

## Distinctions
- 1990 : Prix Mainichi du meilleur film d'animation au 44e Festival du film Mainichi[80].
- 1990 : Meilleur film et meilleur réalisateur aux Prix de l’Académie japonaise[81].
- 1990 : Meilleur film, meilleur personnage féminin et meilleure musique (pour Yasashisa ni Tsutsumaretanara) au 12e Anime Grand Prix du magazine Animage[55].
- 1990 : Prix des lecteurs de la revue Kinema Junpō[80].
- 1990 : Médaille d’or du film japonais aux 7e Annual Golden Gross Award[82].

## Thèmes

### Quête d'indépendance
Le film est centré sur le voyage initiatique de Kiki, qui, adolescente insouciante au début du récit, gagne peu à peu en indépendance et en confiance en elle,. Tout comme dans Mon voisin Totoro, le précédent film de Miyazaki, il n’y a nul méchant ou confrontation avec le monde extérieur : Kiki ne se rebelle pas contre ses parents, qui la soutiennent, ou une quelconque autorité. Elle n’est confrontée à aucune situation extraordinaire. Au contraire, son passage à l’âge adulte n’est rythmé que par les vicissitudes et excitations du quotidien, n’étant pas même épargné par l’ennui typique de l’adolescence,,. Comme tout enfant qui grandit, Kiki doit faire face à des succès, mais aussi des petites désillusions, surmonter divers problèmes, et ainsi apprendre à vivre. Ses soucis peuvent être d’ordre purement matériel, comme le besoin de travailler pour gagner de quoi vivre, ou bien intérieur, comme le manque de confiance en elle,.
L’aspect le plus important de l’apprentissage de Kiki est l’indépendance. En effet, Miyazaki insiste beaucoup sur les tracas d’argent de Kiki au début du film et son besoin prégnant de gagner sa vie. Il s’agit pour le réalisateur de présenter l’évolution de Kiki de façon la plus réaliste possible. Son modèle, ce sont les adolescentes tokyoïtes toutes confrontées à leur manière au passage à l’âge adulte, et donc à la question de leur indépendance. La quête de soi apparaît comme un thème tout aussi important que l’appréhension de l’indépendance et permet un questionnement social : comment Kiki peut-elle se « réaliser » dans la société ? Selon le réalisateur, nombre de jeunes femmes japonaises souffrent d’un « dénuement spirituel », quand bien même elles auraient acquis succès et indépendance matérielle, car l’important pour elles reste avant tout de trouver leurs propres talents et leur identité pour s’intégrer dans une nouvelle communauté,,.

### Intégration dans la communauté
Miyazaki insiste sur l’importance de la collectivité et de l’intégration dans une nouvelle communauté, thèmes chers au réalisateur : Kiki, qui est au début un peu gauche, par exemple avec les garçons, apprend à connaître sa place dans la société et à construire des liens vertueux avec la communauté qui l’entoure,,. En particulier, les valeurs de la politesse, du respect envers les anciens, de la propriété, de l’appartenance au groupe sont valorisées dans le film,. Kiki rencontre de nombreux personnages secondaires (Osono, Tombo, Ursula, Madame…), et s’en fait des amis grâce à sa gentillesse ; c’est ce qui lui permet d’adoucir son exil et finalement, de s’intégrer petit à petit. Plus intimement, elle ne grandit pas en opposition à l’extérieur, mais au contraire grâce à ses proches et ses amis qui l’aident et la soutiennent. Les femmes du film — Osono qui gère avec brio sa boulangerie ou Ursula qui est fière et indépendante — servent de modèle ou guide pour Kiki.
Le film montre que la société elle-même évolue, pouvant opposer tradition et modernité, ou artisanat et technologie. De nombreuses comparaisons entre l'ancien et le nouveau sont ainsi présentées, comme le vieux four à pain (inusité, mais toujours fonctionnel) et le four électrique (qui, lui, peut tomber en panne). Kiki, en tant qu'adolescente, embrasse les deux mondes : elle semble à l'aise avec la vie moderne, comme illustré au début du film par sa radio, mais ne refuse pas son héritage. Symboliquement, elle revêt ainsi la tenue traditionnelle noire des sorcières, bien qu'elle ne l'apprécie pas, mais la rehausse d'un large nœud rouge dans ses cheveux.
Le début du film montre l’importance du rapport à l’autre à travers la représentation lyrique de la famille de Kiki, plus idéalisée que réelle. Miyazaki montre que Kiki a grandi dans un espace familial idéal, où le cadre est charmant, la maman travaille à la maison et le papa rentre tôt du boulot. Osono et son mari forment ensuite une véritable famille de substitution pour Kiki, soulignant derechef l’importance de la famille pour le réalisateur,.

### Émancipation des jeunes filles
Le scénario se démarque de nombre de dessins animés par le choix d’une jeune fille (shōjo) comme protagoniste du voyage initiatique. En effet, les thèmes de l’autonomie, la confiance en soi, la nécessité de gagner sa vie ou la planification de son avenir sont fréquemment présentés à travers de jeunes garçons plutôt que des filles,,. Dans la plupart des cultures traditionnelles, notamment au Japon, il est inhabituel pour une fille de treize ans de partir seule dans un lieu étranger pour s’y établir professionnellement et apprendre l’indépendance, thèmes généralement masculins au cinéma. Miyazaki inverse ainsi les codes de nombreux récits de passage à l’âge adulte en remplaçant le héros par une héroïne, donnant une tonalité originale à son histoire,. Clin d’œil final de ce renversement des rôles, c’est Kiki qui secourt son ami Tombo à la fin du film, à la différence du schéma classique de conte de fées où c’est le jeune homme qui sauve sa princesse. Par la force de caractère et l’obstination de Kiki, le film diffère aussi des mangas pour adolescentes de l’époque où les jeunes filles sont souvent enfermées dans des rôles passifs ou idéalisés. Les autres personnages féminins du film, depuis Ursula qui mène une vie d’artiste un peu marginale à la figure maternelle d’Osono, peignent différentes possibilités pour les femmes de vivre en société.
Le film respecte en partie les conventions de genre dans la construction des personnages : ainsi, Tombo apparaît généralement suractif et expansif là où Kiki est plus réfléchie et introspective. Elle présente des traits de caractère récurrents des héroïnes idéalisées de Miyazaki : force de caractère, enjouement, charme. Cette différence se ressent aussi via le lien au monde et à la nature : le pouvoir de Kiki est comparé par Ursula à une énergie intérieure et spirituelle (le ki), c’est-à-dire intimement liée à la nature, là où la machine volante de Tombo repose sur la force physique et la mécanique. Miyazaki respecte donc les différences de caractère et d’aptitude traditionnellement associés aux garçons et aux filles, mais veille à ce qu’aucun ne prenne l’ascendant sur l’autre, notamment socialement. De plus, comme Kanta dans Mon voisin Totoro, Tombo n’apparaît pas comme le protecteur de Kiki, car les jeunes filles miyazakiennes s’émancipent, mais il est bienveillant envers elle et persévérant dans ses tentatives de lui montrer son amitié, voire son amour.
Le vol, important dans le cinéma de Miyazaki et vecteur d’exaltation, apparaît comme central dans le film. Il s’agit d’un clair symbole d’émancipation pour plusieurs personnages féminins du réalisateur (Nausicaä, Fio, Kiki), un moyen pour elles de surmonter les limites physiques et sociales auxquelles les filles doivent faire face. D’ailleurs, la crise de confiance de Kiki se matérialise par la perte de la faculté de voler. Pour Drazen, le vol à deux avec Tombo sur la dernière scène relève aussi de l’intime, voire de l’amour : après qu’elle a surmonté son complexe vis-à-vis des amies plus élégantes et âgées de Tombo, tous deux partagent leur passion commune et exclusive, voler. Bien que le film n’aborde nullement la puberté et la sexualité liées à l’adolescence, Napier note que le dénouement pour Kiki (le recouvrement de sa capacité de voler et donc de sa confiance en soi) se fait symboliquement au contact d’un garçon.
Enfin, la diminution progressive de la complicité de Kiki avec son chat Jiji, qui part convoler et perd sa faculté de parler avec sa maîtresse, symbolise dans le film la perte de l’innocence de la jeune fille, indispensable pour embrasser la vie adulte et ses responsabilités,.

## Analyse

### Magie du quotidien

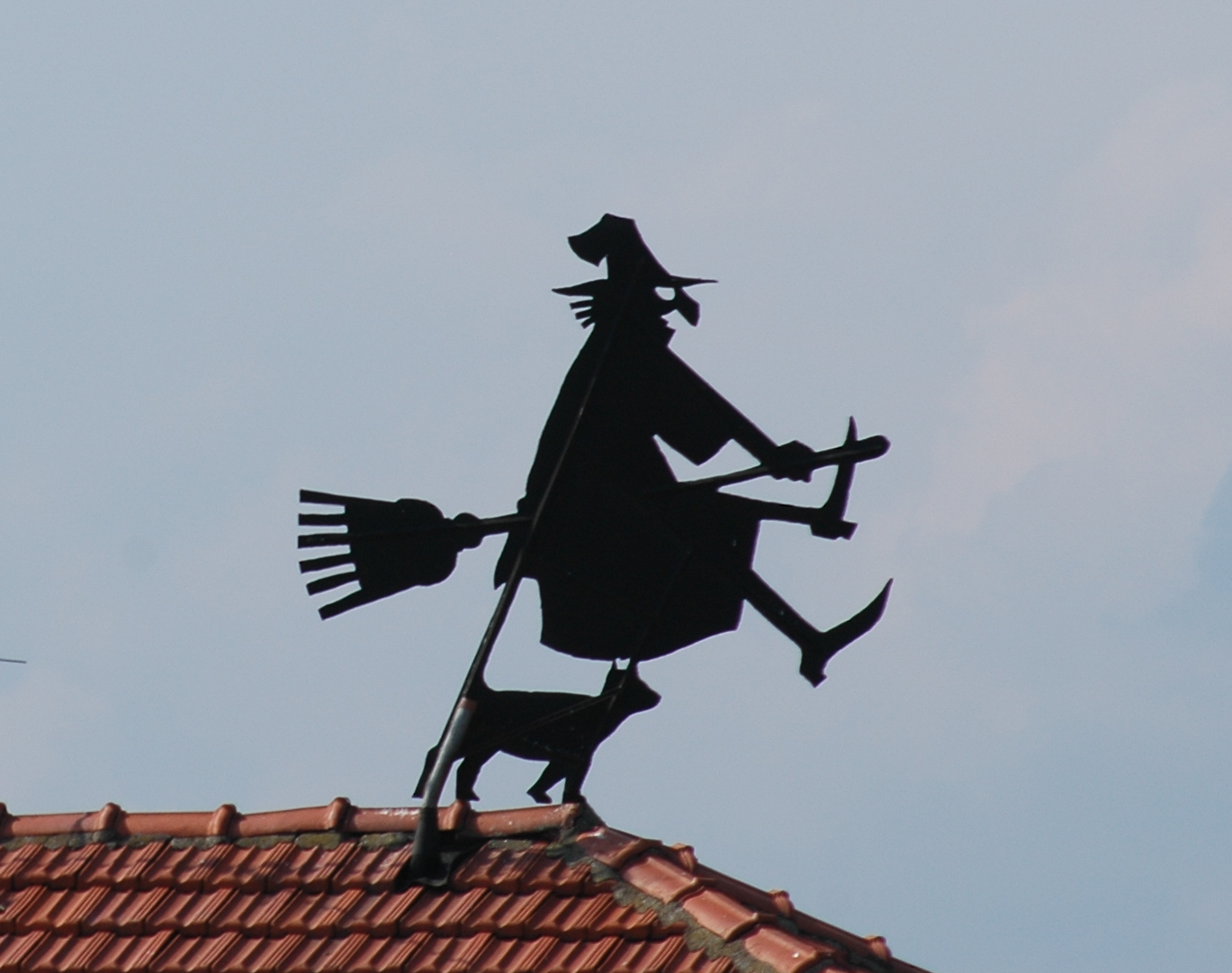
Si le personnage de Kiki est inspiré de la représentation européenne classique de la sorcière, le film est en réalité centré sur le quotidien de la jeune fille, non sur la magie.

Film du quotidien, Kiki la petite sorcière va souvent à rebours des attentes du spectateur en présentant des thèmes typiques du conte de façon inattendue, notamment par le choix d'une fille comme protagoniste de la quête d’indépendance et la relégation au second plan du merveilleux. Cela contribue à ancrer le film dans le réalisme plus que dans le conte de fées, le réalisateur s’attachant à montrer selon la formule de Le Roux « le naturel dans le merveilleux ».
Pour renforcer l’aspect réaliste du film, Miyazaki va à rebours de la représentation classique dans les dessins animés de la petite fille aux pouvoirs magiques qui peut assouvir tous ses désirs (par exemple les magical girls). En opposition à ce schéma, le film est centré sur le quotidien de Kiki, qui ne tire en réalité que très peu d’avantages de ses pouvoirs de sorcière. Certes elle peut voler, mais c’est bien tout, et elle doit ainsi affronter les mêmes problèmes que toutes les jeunes adolescentes de son âge,,. Son apprentissage de la vie, qui se fait au contact du quotidien plutôt que par l’enseignement des adultes, est donc jonché de petits obstacles et imprévus qu’elle doit résoudre par l’effort, non pas d'un coup de baguette magique, pour trouver sa place dans le monde. L’argent joue en particulier un rôle important dans la quête d’indépendance de Kiki, ce qui renforce grandement le réalisme du récit. De plus, plusieurs scènes montrent Kiki accomplissant les tâches les plus banales comme faire le ménage, bien loin de l’image fantastique de la sorcière véhiculée par exemple dans Merlin l’Enchanteur (1963) de Disney ou la série Harry Potter.
Le personnage d’Ursula fait figure de modèle pour Kiki : plus âgée, elle vit indépendante et joyeuse de sa peinture dans une petite cabane forestière. Elle aide Kiki à surmonter sa seule crise dans le film, la perte de son pouvoir de voler, qui résulte de la perte de confiance en soi. Là encore, Miyazaki va à l’encontre des conventions de dessins animés en montrant que les pouvoirs magiques de Kiki ne sont pas innés, et que pire, elle peut les perdre à tout moment,, ce qui relève donc de la dimension psychologique et non du fantastique. Il en résulte une sensation d’incertitude inhérente au fait de grandir. Finalement, Kiki réapprend à voler au moment où elle cesse de penser à ses soucis et ses imperfections pour aider l’autre, en l’occurrence son ami Tombo en grand danger. La vulnérabilité de Kiki qui entraîne la perte de son pouvoir n’est donc pas nécessairement un échec, car cela lui permet de mieux se comprendre. De plus, le fait que les pouvoirs magiques ne soient pas innés renforce le message réaliste du film en montrant la nécessité permanente de travailler dur pour entretenir ses talents.
Si, comme pour nombre de personnages féminins de Miyazaki, le portrait qui est fait de Kiki apparaît idéalisé, le réalisateur y associe un important aspect psychologique et l’ancre prosaïquement dans la société moderne, notamment par le besoin de gagner sa vie et l’importance de la confiance en soi dans le développement personnel. Ce « réalisme psychologique » se retrouve aussi dans la description du quotidien : par exemple, la scène montrant Kiki gênée de pouvoir être vue en pyjama sur le chemin des toilettes, parce qu’elle ne connaît pas encore bien les Osono, ou bien la scène introductrice montrant Kiki allongée dans l’herbe et écoutant la radio comme tout adolescent banal pourrait le faire. Cet ancrage dans le quotidien vise à ce que les émotions éprouvées par Kiki tout au long du récit puissent être comprises par tous, enfants et parents.

### Choix artistiques
Le scénario étant dénué de méchants ou de conflits extérieurs, le film est principalement rythmé par les états d'esprit de Kiki, entre joie, ennui et inquiétudes, ainsi que par sa crise de confiance qui est elle aussi intérieure et donc psychologique ; il en résulte une alternance entre passages mouvementés et contemplatifs, dans l’agitation de la ville ou le calme de lieux bucoliques,. Ce rythme reflète d’ailleurs le chaotique passage à l’âge adulte de Kiki. De nombreuses scènes notamment ne font en rien avancer l’histoire, mais ont pour fonction de véhiculer une émotion plus ou moins intense. C’est le cas lorsque Kiki va aux toilettes au fond du jardin et doit se cacher et se presser sur le chemin du retour pour ne pas être vue par le boulanger, montrant l’embarras de l’adolescente face à une situation inhabituelle. Le lent panoramique et le point de vue qui montre toute la cour intérieure (renforçant l’impression de distance) soulignent l’hésitation et l’inconfort de Kiki. Parmi ces scènes plus courtes figurent aussi le fou rire incontrôlable de Kiki et Tombo ou le câlin avec son père au début du film.
Des épisodes sans rapport avec l’avancement du récit permettent aussi à Miyazaki de simplement montrer le travail d’animation, notamment le défilement des paysages dans les scènes de vol ou les pauses ménagées dans l’action, par exemple quand Kiki, immobile, s’apprête à décoller du toit du train roulant à toute vitesse. Selon Ellis, ces pauses rendent discrètement hommage au travail des animateurs en symbolisant la difficulté de donner vie à des images statiques (ce qui est le but de l’animation), peut-être en écho à la situation encore fragile du studio Ghibli récemment fondé par Miyazaki et Takahata, qui ont fait le choix de l’animation traditionnelle alors que l’infographie commence à s'imposer. De plus, le film fait un lien positif entre artisanat (la boulangerie) et art (la peinture) présentés comme deux travaux utiles à la communauté ; ce lien fait de nouveau écho aux choix artistiques artisanaux du studio Ghibli.
Au-delà de l’animation, Miyazaki présente dans le film une réflexion sur l’artiste. Les deux personnages féminins principaux du film, Kiki et Ursula, sont toutes deux à leur manière des créatrices qui symbolisent le cheminement intérieur de l’artiste : comme les adolescents, le plus important pour un jeune créateur n’est pas tant de gagner sa vie que de se réaliser soi-même. Toutefois, les deux personnages peignent deux visions de l’artiste : Kiki est plus spontanée et improvisatrice, tandis qu’Ursula est moins impulsive, planifiant plus son travail (elle crée de nombreuses esquisses de ses tableaux). Pour Ellis, Miyazaki est soit plus proche d’Ursula, soit possède ces deux faces. Ursula, qui a connu une crise similaire à celle de Kiki en voulant trop satisfaire les attentes des autres, explique avoir surmonté cette crise en comprenant que même dans la peinture, il faut parfois accepter un certain degré d’exigence et de souffrance, ce qui fait selon Cavallaro écho à la conception de l’art de Miyazaki.

### Place dans le cinéma de Miyazaki
Les thèmes de l’exil et de l’intégration traversent l’œuvre de Miyazaki, depuis Le Peuple du désert, et deviennent particulièrement prégnants à partir de Mon voisin Totoro puis de Kiki la petite sorcière. Ces deux films, qui sont tous deux dépourvus de mal, fonctionnent d’ailleurs sur un schéma inversé : Kiki est une campagnarde qui part s’installer dans une ville inconnue, tandis que Mei et Satsuki sont des citadines qui déménagent à la campagne. Kiki présente aussi un ton plus adulte, puisque Miyazaki y passe de l’enfance (l’aînée, Satsuki, n’a que 10 ans dans Mon voisin Totoro) à l’adolescence. Le réalisateur reviendra sur ces thèmes de l’exil et de l’intégration dans plusieurs films ultérieurs, comme Princesse Mononoké, Le Voyage de Chihiro et Ponyo sur la falaise.
La thématique du voyage initiatique et de la quête d’indépendance pour une jeune fille est reprise plus tard dans Le Voyage de Chihiro : à l’instar de Kiki, Chihiro doit s’intégrer sans l’aide de ses parents dans un lieu étranger ainsi que dans le monde du travail. Les deux jeunes filles connaissent une crise de confiance et l’intégration par le travail et la solidarité,. Cependant, Kiki est volontaire et heureuse à l’idée de partir, alors que Chihiro reste au début passive et craintive, étant transportée dans le monde des esprits contre son gré. Les deux films reposent également sur un schéma opposé : Chihiro est une humaine voyageant dans un monde surnaturel tandis que Kiki est une sorcière s’établissant dans une ville humaine.
Le film partage avec la production suivante de Miyazaki, Porco Rosso, la mise en scène de personnages hors du commun (une sorcière ou un homme à l’apparence de cochon) dans un univers très réaliste. Dans les deux films, le réalisateur ancre les éléments fantastiques dans le quotidien, bien loin de la magie et de l’exaltation attendues par le spectateur.
Le personnage de Kiki s’inscrit pleinement dans la construction des héroïnes miyazakiennes décidées, pleines de vie et charmantes, donc idéalisées mais avec un réel aspect psychologique et prenant leur vie en main comme Nausicaä et San. Toutefois, Kiki est plus proche des petites filles de Totoro, mélange de force et de vulnérabilité, que de Nausicaä qui ne montre aucun doute.
Visuellement, la fascination de Miyazaki pour l’Europe, qui se manifeste dans les paysages et l’architecture romantique du film, se ressent dans de nombreuses productions du réalisateur, notamment dans la série Heidi et ses paysages alpins, puis ses films Le Château de Cagliostro, Le Château dans le ciel, Porco Rosso et Le Château ambulant,.

### Différences avec le roman
Le roman original est plus épisodique et léger que le film. Miyazaki souhaitant peindre de façon plus réaliste et donc contrastée le passage à l’âge adulte, il modifie le scénario pour que son personnage affronte l’anxiété, la désillusion et la solitude. Il invente notamment la crise de Kiki perdant sa confiance en elle et son pouvoir de voler ainsi que le dénouement avec le dirigeable, et rend beaucoup plus prégnante l’importance de l'argent pour survivre, là où dans le livre, Kiki aide souvent par amitié ou troc. Miyazaki donne donc un aspect plus contemporain et social à son œuvre pour que les jeunes filles puissent s'y identifier,.
D’autres changements plus mineurs ont été opérés : par exemple, dans le livre, Ursula n’est qu’un client anonyme de Kiki ; Tombo assiste Kiki dans son travail après avoir cassé son balai ; Kiki termine son année d’apprentissage (là où le film n’en montre qu’un été) ; le chat Jiji n’a pas de petite amie ; Kiki ne perd pas sa capacité à parler avec Jiji et à voler. Dans les illustrations du roman, Kiki est aussi dessinée avec les cheveux plus longs, mais cela posait des difficultés d’animation qui ont été résolues en lui conférant des cheveux plus courts.
Ces changements apportés à l’œuvre ont fortement déplu à l’auteure originale, qui a menacé de mettre fin au projet au stade du storyboard et forcé Miyazaki et Takahata à user de toute leur force de persuasion,.

## Autour du film

### Pérennisation du studio Ghibli

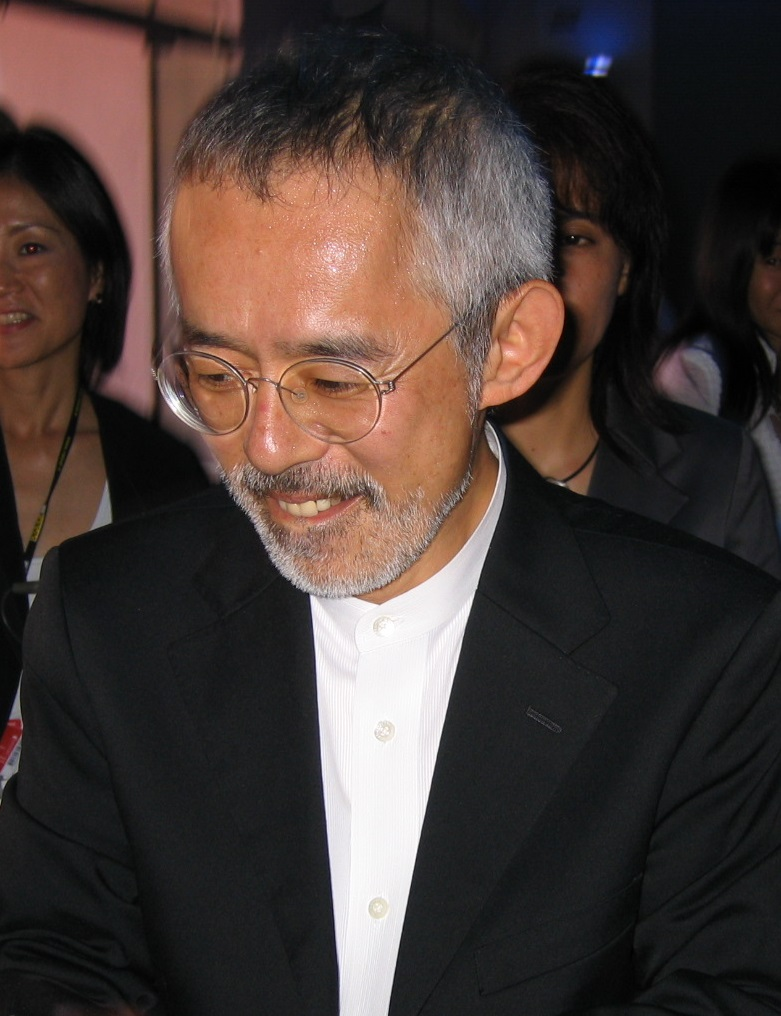
Toshio Suzuki, producteur associé de Kiki la petite sorcière, rejoint le studio Ghibli en 1989, peu après la sortie du film.

Pour Toshio Suzuki, le succès de Kiki la petite sorcière marque le « commencement de la seconde phase du studio Ghibli »,. Fondé en 1985, le studio repose sur un modèle économique consistant à produire des films de qualité, mais onéreux et donc risqués ; or, les trois premières productions de Ghibli rencontrent un succès honorable au box-office, mais insuffisant pour permettre la pérennisation financière du studio qui reste donc dans une situation fragile,. La réalisation en parallèle de Mon voisin Totoro et Le Tombeau des lucioles, sortis en 1988, n’est notamment rentabilisée qu’ultérieurement par la vente de produits dérivés du personnage de Totoro. Toutefois, ces premiers films, largement salués par la critique, permettent au studio de se forger une bonne réputation.
La sortie de Kiki la petite sorcière marque donc une étape importante pour Ghibli, car il s’agit de son premier large succès au box-office, contribuant à la pérennisation de son activité. Les principaux responsables du studio sont alors forcés de réfléchir au futur de leur entreprise. Parmi les décisions qui en résultent, Ghibli embauche définitivement une partie de ses animateurs à temps plein — avec un salaire fixe, alors qu’ils étaient payés au dessin comme intérimaires auparavant —, et décide d’assurer le recrutement et la formation de nouveaux talents,. Ces mesures, qui entraînent nécessairement une explosion des coûts de production, forcent également le studio à intensifier ses efforts dans la promotion dès 1991 pour la sortie de son film suivant, Souvenirs goutte à goutte d’Isao Takahata, qui atteint lui aussi la première place du box-office annuel japonais.
Kiki la petite sorcière est le premier film du studio sur lequel travaille directement Toshio Suzuki, en tant que producteur associé. Suzuki, qui était auparavant rédacteur en chef de la revue Animage, connaissait Miyazaki depuis plusieurs années et l’avait même aidé à publier son manga Nausicaä de la vallée du vent. Il rejoint officiellement Ghibli peu de temps après la sortie de Kiki la petite sorcière, en octobre 1989, et en deviendra le principal producteur ainsi que le président.

### Influences culturelles et postérité
Au compte des influences culturelles, Charles Vess a fait figurer plusieurs personnages de Miyazaki, dont Kiki, dans ses œuvres. Kiki apparaît dans l’épisode-hommage des Simpson à Ghibli. L’artiste Bill Mudron a réalisé une estampe inspirée de Kiki la petite sorcière dans le style de Kawase Hasui.
Des esquisses préparatoires et illustrations issues de Kiki la petite sorcière ont été présentées, parmi d’autres œuvres, lors de l’exposition consacrée à Yoshifumi Kondo, qui est animateur sur le film, ainsi que celle sur les esquisses préparatoires des films de Ghibli, présentées dans plusieurs musées et galeries d'art. Les critiques Brian Camp et Julie Davis (chez Stone Bridge Press) ainsi qu’Andrew Osmond (chez Palgrave Macmillan) ont classé le film dans leur sélection des 100 meilleurs films d’animation,. De plus, le succès du film incite l’auteure du roman original à écrire de nouveaux tomes sur les aventures de Kiki.
D’un point de vue touristique, la boulangerie d’Osono est reproduite dans l’ancien bourg japonais de Yufuin, au nord de Yufu dans la préfecture d'Ōita. Dans la ville de Ross en Australie, une boulangerie ressemblant fortement à celle d’Osono est devenue une destination touristique pour les amateurs du film.
Dans le film Suzume de Makoto Shinkai (2023), un des personnages écoute sur son autoradio la chanson Rouge no Dengon, également présente de manière intradiégétique dans Kiki la petite sorcière. Le personnage appuie la référence de manière explicite car, pour justifier son choix de musique auprès de ses compagnons, il explique qu'eux aussi sont accompagnés par un chat.